# جويدو ماريلينجو
جويدو ماريلينجو (بالإيطالية: Guido Marilungo)‏ (9 أغسطس 1989 في إيطاليا - ) هو لاعب كرة قدم إيطالي في مركز الهجوم. شارك مع منتخب إيطاليا تحت 20 سنة لكرة القدم ومنتخب إيطاليا تحت 21 سنة لكرة القدم. أما مع النوادي، فقد لعب مع أتالانتا ونادي تشيزينا ونادي سامبدوريا ونادي ليتشي ولانشانو كالتشيو 1920 ‏.

## روابط خارجية
- جويدو ماريلينجو على موقع إي إس بي إن إف سي (الإنجليزية)
- جويدو ماريلينجو على موقع قاعدة بيانات كرة القدم.إي يو (الإنجليزية)
- جويدو ماريلينجو على موقع Soccerway.com (الإنجليزية)
- جويدو ماريلينجو على موقع عالم كرة القدم.نت (الإنجليزية)
- جويدو ماريلينجو على موقع AS.com (الإسبانية)